# Thomas Buts
Thomas Buts ist deutscher Schauspiel-Stimmlehrer.
Buts wurde in Bremen geboren und studierte von 1983 bis 1987 Islamwissenschaft an der Universität Hamburg. Er war zunächst im Bereich der Performance- und Installationskunst tätig. So beteiligte er sich 1989 beim ExR-Brückenprojekt in Bremen und führte 1990 zwei Klangperformances im Rahmen der Neuen Kunst im Hagenbucher in Heilbronn auf. Später durchlief er eine Ausbildung zum Atem-, Sprech- und Stimmlehrer nach der Methode nach Schlaffhorst und Andersen und besuchte zahlreiche Fortbildungen, darunter in der Feldenkrais-Methode und der Alexandertechnik. Von 1997 bis 2003 war er Schüler der amerikanischen Schauspiel-Stimmlehrerin Kristin Linklater an der Columbia University, deren Stimmtrainingsmethoden er inzwischen selbst lehrt.
Seit 2000 arbeitet er mit der Schauspielerin und Stimmlehrerin Verena Busche zusammen, für deren verschiedentlich aufgeführte Stücke E-XI-STIE-REN und Der Sandmann er auch Regie führte. Bis 2004 betreute er als Schauspielcoach bei Grundy UFA in Köln auch die Produktion der Fernsehserie Verbotene Liebe. Zu seinen Schülern zählten dabei die Schauspieler Sam Eisenstein, Karoline Schuch und Tanja Wenzel.
Buts ist Professor für Sprecherziehung an der Folkwang Universität. Zuvor hatte er einen Lehrauftrag an der Hochschule für Musik und Theater Hannover und an der Folkwang Hochschule am Standort Bochum. Er lebt in Berlin.